# Šuntování
Šuntování neboli zeslabování buzení je jedním ze způsobů regulace otáček sériového elektromotoru. V okamžiku, kdy je dosaženo maximálního svorkového napětí, je možné zvýšit otáčky elektromotoru připojením odporu (šuntu) paralelně přes stykač k budícímu vinutí. Proud v sériovém obvodu je ve všech místech stejný, takže jediná možnost jak zeslabit proud v budicím vinutí při zachování proudu kotvy je, aby část proudu procházela jinudy – bočníkem. Tím dojde k poklesu indukovaného napětí na kotvě a celkový proud se tak zvýší, což má za následek i pokles svorkového napětí. Otáčky elektromotoru tak mohou při konstantním příkonu i nadále vzrůstat. Šuntování se obvykle provádí v jednom až čtyřech stupních (10, 20, 30, 40% zeslabení buzení). Když k budicímu vinutí připojíme např. odpor o stejné velikosti, tak 1/2 proudu bude procházet budicím vinutím a 1/2 přes šunt. 
U diesel-elektrických lokomotiv šuntování řídí elektronika podle napětí na motorech a požadovaného výkonu. Při vyšším výkonu dochází k šuntování až při vyšším napětí. Vzdáleně lze šuntování přirovnat k logice řazení automatické převodovky. Při malém sešlápnutí plynového pedálu dochází k řazení vyšších stupňů již při nízké rychlosti, při větším sešlápnutí pedálu až při vyšších rychlostech.  
Pokud šuntování nefunguje (zůstává stále plné buzení motorů), lokomotiva od určité rychlosti nechce dále zrychlovat. Problematičtější je, pokud vlivem poruchy nedojde k odpojení šuntů (buzení je pořád zeslabené). V takovém případě je tažná síla i po dosažení maximálního proudu výrazně nižší, přičemž další zvyšování proudu by vedlo k destrukci motorů. U některých lokomotiv (např. řady 753 nebo 753.6) je možné šuntování vypnout.  
U elektrických lokomotiv s odporovou regulací je situace poněkud odlišná. Hospodárná je jen jízda bez odporů, ale regulace pouze změnou zapojení trakčních motorů by byla velmi hrubá. Proto se jako mezistupně využívají šunty. Mění se tím charakteristika motorů, tedy ochota vozidla zrychlovat, která je ale závislá také na jízdním odporu.  